# Coccomytilus acaciae
Coccomytilus acaciae är en insektsart som först beskrevs av William Miles Maskell 1896.  Coccomytilus acaciae ingår i släktet Coccomytilus och familjen pansarsköldlöss. Inga underarter finns listade i Catalogue of Life.